# Aleksandr Sudnicyn
Aleksandr Lwowicz Sudnicyn, ros. Александр Львович Судницин (ur. 21 listopada 1987 w Krasnojarsku) – rosyjski hokeista.

## Kariera
- Sokoł Krasnojarsk (2003-2008)
- Mieczeł Czelabińsk (2008-2009)
- Gazowik Tiumeń (2009-2010)
- Rubin Tiumeń (2010-2013)
- Nieftiechimik Niżniekamsk (2013-2016)
- Łokomotiw Jarosław (2016-2018)
- Traktor Czelabińsk (2018-2019)
- Awangard Omsk (2018-2020)
- Traktor Czelabińsk (2020-2021)
- IK Oskarshamn (2021)

Wychowanek Łady Togliatti. Występował w trzecioligowych rozgrywkach rosyjskich. Od 2010 grał w zespole z Tiumeni w drugoligowych rozgrywkach WHL. Od maja 2013 zawodnik Nieftiechimika Niżniekamsk w rozgrywkach KHL. W styczniu 2014 przedłużył kontrakt z klubem o trzy lata. Od maja 2016 zawodnik Łokomotiwu Jarosław. W maju 2018 został zawodnikiem Traktora Czelabińsk. Od czerwca 2019 był zawodnikiem Awangardu Omsk. Od maja 2020 ponownie zawodnik Traktora. W połowie lutego 2021 został zawodnikiem szwedzkiego klubu IK Oskarshamn. W kwietniu 2021 ogłoszono jego odejście z klubu.

## Sukcesy
Klubowe
- Złoty medal WHL /  Puchar Bratina: 2011 z Rubinem Tiumeń
- Srebrny medal WHL: 2012 z Rubinem Tiumeń
- Brązowy medal mistrzostw Rosji: 2017 z Łokomotiwem Jarosław

Indywidualne
- Wysszaja Chokkiejnaja Liga (2010/2011):
  - Najlepszy bramkarz miesiąca - listopad 2010, luty 2011, kwiecień 2011
  - Pierwsze miejsce w klasyfikacji skuteczności interwencji w sezonie zasadniczym: 94,7%[9]
  - Pierwsze miejsce w klasyfikacji średniej goli straconych na mecz w sezonie zasadniczym: 1,46
  - Pierwsze miejsce w klasyfikacji skuteczności interwencji w fazie play-off: 95,2%[10]
  - Pierwsze miejsce w klasyfikacji średniej goli straconych na mecz w fazie play-off: 1,44
  - Najbardziej Wartościowy Zawodnik (MVP) w fazie play-off
  - Najlepszy bramkarz sezonu
- Wysszaja Chokkiejnaja Liga (2011/2012):
  - Najlepszy bramkarz miesiąca - wrzesień 2011
  - Pierwsze miejsce w klasyfikacji skuteczności interwencji w sezonie zasadniczym: 95,0%[11]
  - Pierwsze miejsce w klasyfikacji średniej goli straconych na mecz w sezonie zasadniczym: 1,52[12]
  - Drugie miejsce w klasyfikacji średniej goli straconych na mecz w fazie play-off: 1,62[13]
- Wysszaja Chokkiejnaja Liga (2012/2013):
  - Najlepszy bramkarz miesiąca - listopad 2012
  - Trzecie miejsce w klasyfikacji średniej goli straconych na mecz w sezonie zasadniczym: 1,81[14]
- KHL (2015/2016):
  - Piąte miejsce w klasyfikacji liczby meczów bez straty gola w sezonie zasadniczym: 6
- KHL (2016/2017):
  - Czwarte miejsce w klasyfikacji skuteczności interwencji w fazie play-off: 93,4%